# The Simple Life of Noah Dearborn
The Simple Life of Noah Dearborn é um filme estadunidense feito para televisão do gênero drama, lançado em 9 de maio 1999 e exibido pela primeira vez na CBS. O filme é estrelado por Sidney Poitier que interpreta um carpinteiro de uma cidade rural da Geórgia. O longa também é estrelado por Mary-Louise Parker, Dianne Wiest e George Newbern.
Dianne Wiest recebeu uma indicação ao Emmy do Primetime de Melhor Atriz coadjuvante em minissérie ou telefilme.